# ستايسي بنتلي
ستايسي بنتلي (بالإنجليزية: Stacey Bentley)‏ هي ممرضة أمريكية، ولدت في 1958 في فيلادلفيا في الولايات المتحدة.